# الهبنة

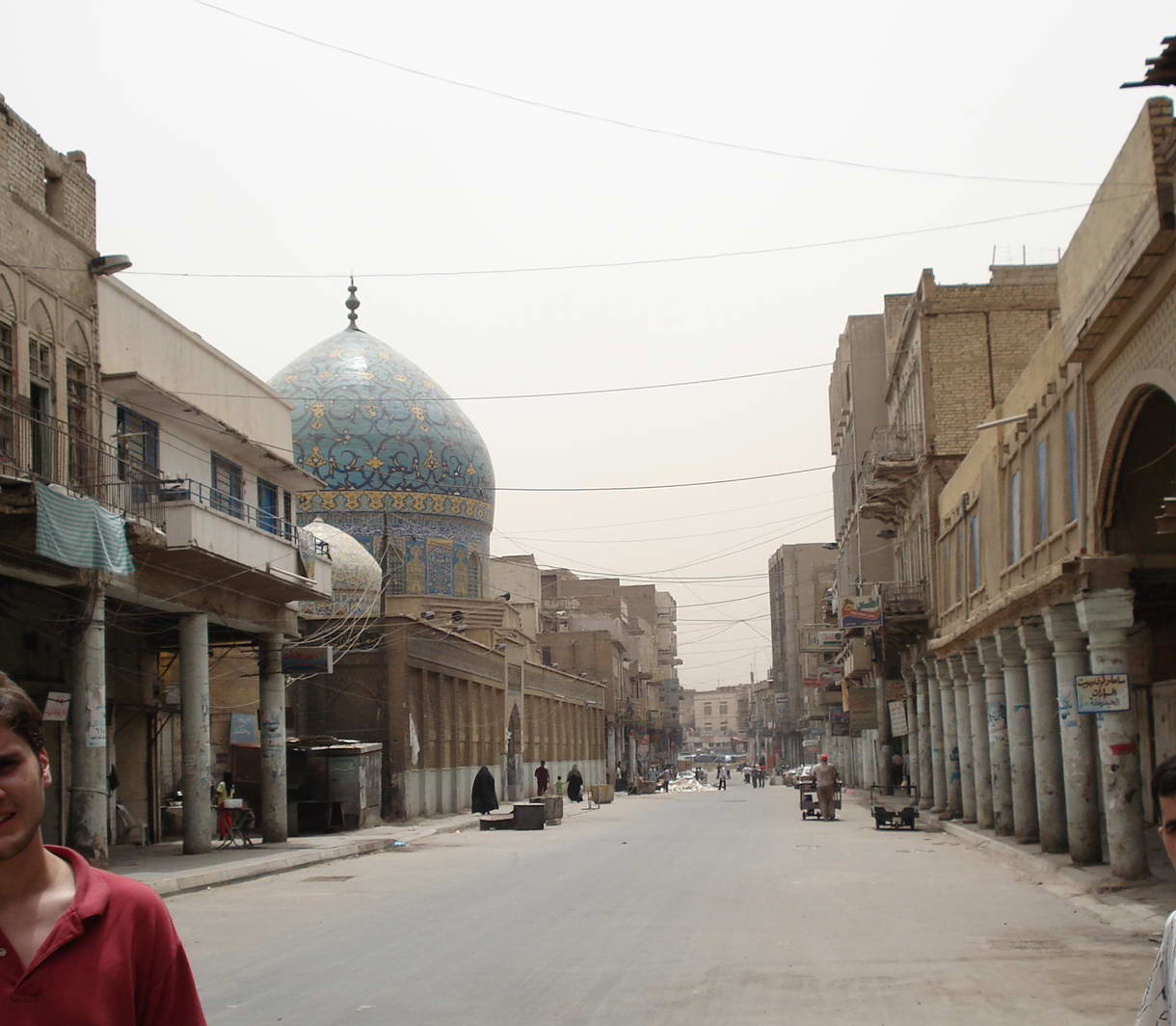

منطقة الهبنة هي منطقة حديثة البناء وهي جزء من منطقة الكاظمية القديمة من جهة الشمال الغربي. تم بناء المنطقة في نهاية السبعينات في القرن الماضي (العشرين) وتم توزيع اراضيها إلى ضباط الجيش العراقي في ذلك الحين لتغيير ديموغرافية مدينة الكاظمية من قبل النظام البعثي، ,قام أغلب الضباط ببيع اراضيهم والتي ابتاعها منهم مواطني الكاظمية الاصليين وبقي حوالي ربع المنطقة من غير سكان المنطقة الاصليين والذين معظمهم يعودون بالاصل لمحافظة صلاح الدين لكن بعد الاحتلال الأمريكي للعراق وتحديدا في عامي 2006-2007 عندما حدثت الاضطرابات الطائفية في العراق وبالاخص في العاصمة بغداد قامت مليشيات جيش المهدي بتهجير أكثر من نصف مواطني المنطقة من الطائفة السنية بدواعي طائفية ومزاعم اشتراكهم في العمليات الارهابية التي تحدث للمواطنين الشيعة, وما زال اتباع الطائفة السنية يعيشون في المنطقة بسلام بعد هذه الأحداث ويمثلون حاليا ما يقارب 10% من مجموع سكان المنطقة الذي يبلغ حوالي الخمسين الف نسمة.

## وصلات خارجية
- الكاظمية على ويكيمابيا.

‌